# Mazar-e-Quaid

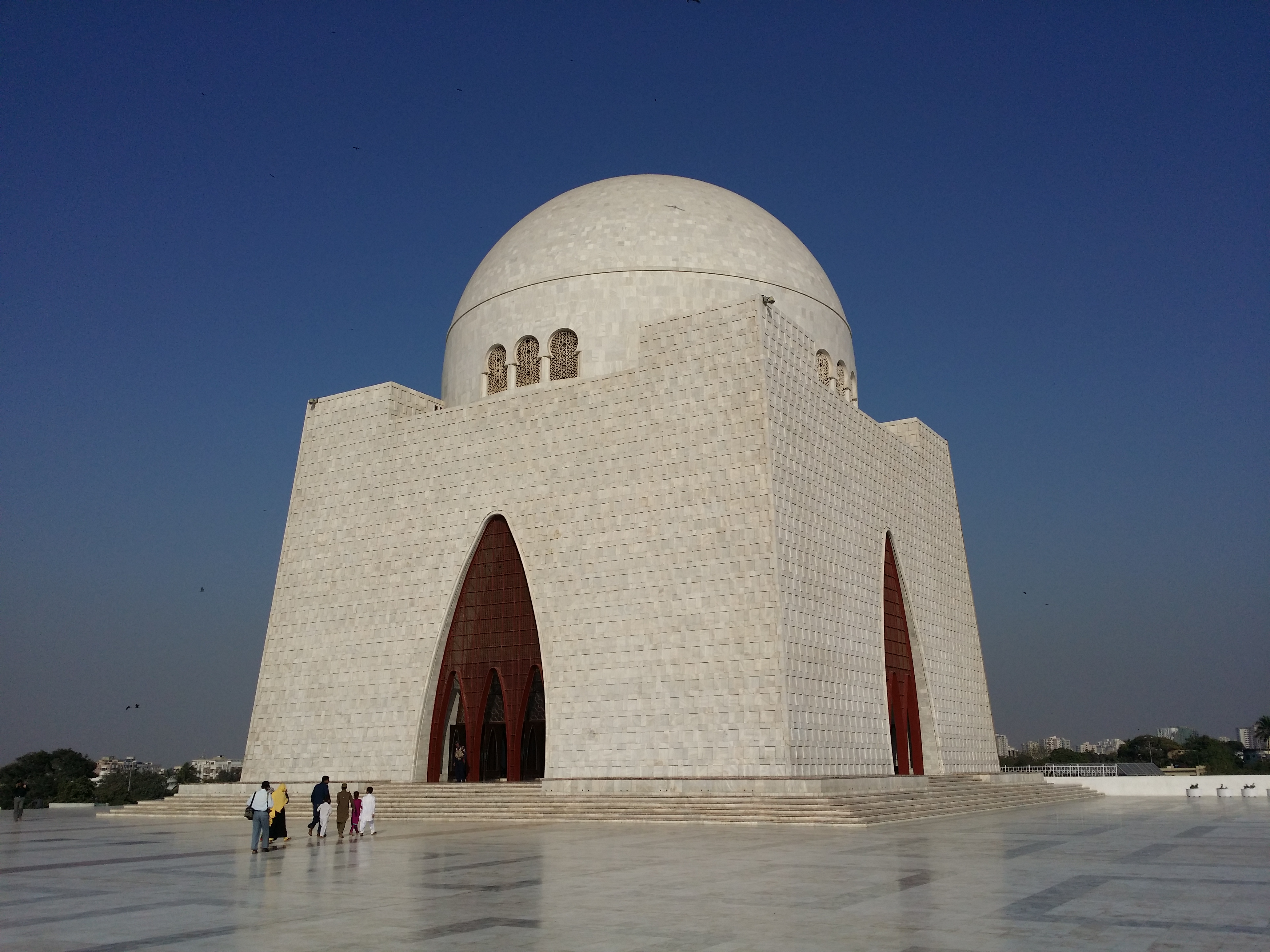
Mazar-e-Quaid

Das Mazar-e-Quaid (von arabisch-persisch مزار قائد, DMG Mazār-i Qā’id, ‚Schrein des Führers‘), auch bekannt als Jinnah Mausoleum oder National Mausoleum, ist die letzte Ruhestätte von Quaid-e-Azam Muhammad Ali Jinnah, dem Gründer Pakistans. Im Mausoleum befindet sich auch die letzte Ruhestätte von Fatima Jinnah, bekannt als Māder-e Millat, und dem ersten Premierminister Pakistans, Liaquat Ali Khan. Das Mausoleum befindet sich im Stadtteil Jamshed in Karatschi, Pakistan.

## Geschichte
Der Grundstein für das Mausoleum legte der damalige Präsident Muhammed Ayub Khan am 31. Juli 1960. Die Provinzregierung von Azad Kashmir stellte Baumaterial zur Verfügung. Das Mausoleum beherbergt Kopien von Jinnahs Biografie, alte Münzen und eine Kopie der Pakistan Resolution. Das Mausoleum liegt im Stadtteil Jamshed Quarters in Karatschi in der Nähe von Gulshan-e-Iqbal. Das Mausoleum wird von einem großen Garten umgeben, der eine Atmosphäre der Ruhe ausstrahlt. Das Mausoleum wurde in den 1960er Jahren gebaut und 1970 für die Öffentlichkeit geöffnet und ist ein Wahrzeichen von Karachi. Das Mausoleum wird häufig von Touristen besucht.

## Architektur
Das Jinnah Mausoleum wurde vom bekannten Architekten Yahya Merchant entworfen. Das Design des Mausoleums ist dem Samaniden-Mausoleum in Buxoro, Usbekistan angelehnt.

## Beschreibung
Das Mausoleum besteht aus weißem Marmor mit einem gewölbten maurischen Bogen. Das Mausoleum befindet sich in einer 53 ha großen Parkanlage. Das Mausoleum hat eine quadratische Grundfläche von 75 × 75 m mit einer Höhe von 43 m. Die Höhe des Sockels beträgt 4 m. Ein Eingang ins Mausoleum befindet sich an jeder Seite des Mausoleums. Vor dem Mausoleum befinden sich 15 Fontänen. Im Inneren des Mausoleums befindet sich ein Kronleuchter, den Pakistan von China erhalten hat. Das Mausoleum wird nachts durch vier Lichtanlagen beleuchtet. Es befinden sich insgesamt vier Gräber im Mausoleum: Fatima Jinnah, Liaquat Ali Khan, Nurul Amin und Muhammad Ali Jinnah. Alle Gräber sind einfach gehalten und befinden sich auf einer Plattform. Das Grab von Fatima Jinnah ist als einziges Grab mit schwarzen Blumen bedeckt.

## Bedeutung
Das Mausoleum ist Schauplatz bei offiziellen und militärischen Zeremonien. Das Mausoleum zollt auch Jinnah Tribut, indem eine 3D-Projektion gezeigt wird.